# Rashied Ali
Rashied Ali (jako Robert Patterson; 1. července 1935, Filadelfie, Pensylvánie, USA-12. srpna 2009, New York City, New York, USA) byl americký jazzový bubeník. Nejvíce se proslavil spoluprací se saxofonistou Johnem Coltranem.